# Capo Saragnano
Capo Saragnano (od anche Caposaragnano) è una frazione del comune di Baronissi, in provincia di Salerno.

## Geografia fisica
Sorge in collina ai piedi del monte Diecimari (sede del parco regionale omonimo), a metà strada fra Capriglia e Saragnano, raggiungibile mediante la Strada Provinciale 301 Saragnano-Capo Saragnano. 
Per questa sua posizione la piccola frazione è un punto di partenza per escursioni nel parco che ricopre una vasta area, comprendente anche parte del territorio comunale di Cava de' Tirreni. Il comune metelliano è ad essa collegato attraverso un sentiero che sbocca nella frazione di Santa Lucia.

Le località rurali site a Capo Saragnano sono "Lucarelli" e "Palmatelle", inoltre essa conta una contrada sulla strada del monte, chiamata "Cavatelle".

Da Baronissi dista 3 km, 5 da Pellezzano, 7 da Mercato San Severino e circa 10 da Salerno.

## Manifestazioni religiose
L'antica chiesa, situata al centro del paese, è dedicata alla Madonna del Carmine. Molto suggestiva è la festa della patrona (16 luglio o domenica immediatamente successiva) con annessa declamazione della preghiera alla Madonna da parte di una fanciulla del posto, seguita da una processione religiosa che ancora oggi vede la partecipazione di numerose persone con ancora fedeli penitenti scalzi. Questa passa per la parte antica di Baronissi fino ad arrivare in città dove poi giunge al confine della vicina Capriglia e poi risale per terminare alla chiesa. Questa festa è una delle feste più antiche e più sentite della città di Baronissi.
Un'altra manifestazione, pur essendo piccola è la festa di Santa Lucia. La Giornata della festa è composta dal mattino dalle Sante messe, nel pomeriggio un concerto dei ragazzi/e delle scuole elementari o medie e poi a seguire la santa messa solenne. Sul sagrato il comitato vende zeppole e caldaroste. La serata si conclude con l'arrivo di Santa Lucia a cavallo: una ragazza (vestita da Santa Lucia) che viene su un cavallo, che si ferma prima nella piazza e che poi entra in chiesa a distribuire caramelle a i bambini.